# Nils Nordlander
Nils Nordlander, född 30 juli 1796 i Vik i Torsåkers socken, Ångermanland, död 27 april 1874 i Skellefteå, var en svensk kyrkoherde i samt grundare av Skellefteå stad, hovpredikant, riksdagsledamot och kommunalpolitiker.

## Biografi
Nordlander blev student vid Uppsala universitet 1818 och prästvigdes den 16 december 1821. År 1822 blev han huspredikant hos grevinna Christina Charlotta Cederström i Stockholm, den 27 juni 1826 pastorsadjunkt i S:t Jakobs och Johannes församling och den 2 augusti 1826 notarie i hovkonsistoriet. Efter att den 7 december 1826 ha avlagt pastoralexamen i Uppsala blev han den 16 juni 1827 magister och vice pastor vid Uppsala domkyrka. År 1833 utnämndes Nordlander till kunglig hovpredikant och året därpå, den 30 april 1834, till kyrkoherde i Skellefteå, som då var en landsförsamling. Han blev teologie doktor 1845 och prost över Västerbottens andra kontrakt.

### Kyrkoherde i Skellefteå
Nordlander utsågs vid 38 års ålder till kyrkoherde i Skellefteå regala pastorat, vartill han så gott som enhälligt blivit vald: "Troligen var detta första gången som skellefteborna fått den präst, som de själva valt". När Nordlander tillträdde tjänsten som kyrkoherde i Skellefteå landsförsamling innebar det ett uppbrott från en ställning nära händelsernas centrum i Uppsala och Stockholm.
Hans första gärning på den nya orten var att ta itu med fattigvården. Han försökte också arbeta mot fylleriet och var den drivande kraften bakom inrättandet av såväl Skellefteå Allmänna Läroverk år 1861 som en brandstodsanordning år 1848, och han föreslog inrättandet av samt deltog i direktionen av den första sparbanken i bygden. Därtill föreslog han inrättandet av en lantbruksskola i Skellefteå och läggandet av nya vägar. Hans förslag var en stad med stapelrätt mellan Skellefteå kyrka och Skellefte älv, och där måste mark köpas in och staden byggas. Han engagerade sig i problemet med kyrkstaden vilket sedan ledde till det egentliga stadens Skellefteås bildande år 1841.
Så blev han den drivande kraften bakom stadsbildningen och räknas därmed såsom stadens grundare.
Utöver sina lokala engagemang engagerade han sig i den för tiden livliga diskussionen om Svenska kyrkans enhet och organisation, samt blev även en stark röst avseende kyrkohandboken, psalmboken och katekesen.

### Politik
Förutom diverse lokala politiska uppdrag, deltog Nordlander i riksdagar 1853–1863. Han var ledamot av allmänna besvärs- och ekonomiutskottet 1853–1858, av ecklesiastika pastoralutskottet och förstärkta bankoutskottet 1856–1858, av förstärkta lagutskottet 1859–1860 och av bevillningsutskottet 1859–1863.
Som riksdagsledamot tillhörde Nordlander prästeståndets liberala minoritet i politiskt hänseende, men i ekonomiska frågor agerade han som traditionalist. Med tiden övergick han dock, liksom majoriteten av sitt stånd, så småningom till reformvännerna.

### Personliga intressen
Utöver sitt ordinarie yrkesliv och sina uppdrag, var Nordlander också en god lantbrukare, han födde upp en stam av nordsvensk brukshäst som kallades Nordlanderhäst.
Därtill var Nordlander en inte oäven konstnär, något som gick i arv till hans dotter Anna Nordlander. Bland annat målade Nordlander ett postumt porträtt av sin företrädare Nils Ström, som återfinns i Skellefteå kyrkoarkiv.

### Familj
Nils Nordlander tillhörde släkten Nordlander från Bjärtrå. Han var son till sjökaptenen och hemmansägaren Daniel Nordlander (1763–1842) och Margaretha Abrahamsdotter (1765–1821).
Nordlander gifte sig 9 mars 1828 i Markim, Stockholms län, med Anna Maria Gestrin, född 1802 som dotter till prosten Nathanael Gestrin och Maria Magdalena Pihlman. Tillsammans fick de barnen Daniel Nordlander (1829–1890), generaldirektör, Nils Johan Nordlander (1834–1866), jurist och vice häradshövding, Maria Magdalena Nordlander (1836–1874), gift med sågverksägare Carl Rönngren, Emma Nordlander (1839–1869), Emerentia Nordlander (1839–1916), gift med överjägmästare Hjalmar Grahl, och Anna Nordlander (1843–1877), konstnär. Efter Nils Nordlanders död 1874 bodde hans änka Anna Maria hos den äldste sonen Daniel. Nils Nordlander är begravd på Skellefteå landsförsamlings kyrkogård.

## Utmärkelser
- Kommendör av Vasaorden.[4]